# 廿八都官话
廿八都官话，俗称正字、廿八都腔，是一种通行于浙江省江山市廿八都镇和毗邻的福建省浦城县盘亭乡部分村落的官话方言，起源于顺治年间驻扎此地的浙闽枫岭营。这种方言受到吴语江山话影响，语音上接近东北话，也与贵州省贵阳市至广西壮族自治区桂林市之间的西南官话接近。

## 分布与使用人口
相传唐末黄巢起义军中有大量云贵籍士兵流落此地，于是在当地形成了官话，但南京大学的学者认为这一方言并没有保存唐代中古汉语特征，本质是仍属于北方官话范畴。当地的官话方言更可能来自于清顺治十一年（1654年）派驻于的绿营兵浙闽枫岭营官兵千余人，由于清军内部强行推行官话、不允许使用方言，于是官兵也在驻地强行推行官话，官话也成为廿八都的通用语言。
根据《廿八都镇志》（2007年）的统计，廿八都镇内使用13种方言，绝大多数人都会廿八都官话，合计使用人口达到9798人，相比之下江山话使用人口只有1708人。此外邻近的福建浦城县北部盘亭乡枫岭、深坑、筋竹等村也通行官话。